# N118 (Frankrijk)
De N118 of Route nationale 118 is een nationale weg en belangrijke autoweg in Frankrijk in het zuidwesten van de agglomeratie van Parijs. De weg begint bij Sèvres en Boulogne-Billancourt. Hier is hij door middel van de D910 verbonden met de Boulevard Périphérique en het centrum van Parijs. Bij Vélizy-Villacoublay kruist de N118 de A86, een belangrijke onvolledige rondweg van Parijs. Uiteindelijk sluit de weg aan op de A10 richting Bordeaux bij Les Ulis. Het begin van de weg staat bekend om grote verkeersopstoppingen, vooral in de spitsuren.

## Geschiedenis
In 1811 liet Napoleon Bonaparte de Route impériale 138 aanleggen van Albi naar Spanje via Carcassonne en Mont-Louis. In 1824 werd de latere N118 gecreëerd de oude route van de Route impériale 138. Deze weg liep van Albi, via Mazamet, Carcassonne, Limoux en Quillan naar Mont-Louis en was 210 kilometer lang. 

### Declassificaties
In 1973 werd de N118 tussen Albi en Mazamet onderdeel van de N112. De rest van de weg werd overgedragen aan de departementen. Deze delen hebben daardoor nummers van de departementale wegen. De overgedragen delen van de N118 kregen de volgende nummers:
- Tarn: D118
- Aude: D118
- Ariège: D118
- Pyrénées-Orientales: D118

### Nieuwe N118
De tegenwoordige N118 werd tussen 1971 en 1973 aangelegd als autosnelweg F18. Na het vrijkomen van het nummer N118 werd de weg omgenummerd tot N118.
N1 · N2 · N3 · N4 · N5 · N6 · N7 · N9 · N10 · N11 · N12 · N13 · N14 · N15 · N17 · N19 · N19J · N20 · N21 · N22 · N24 · N25 · N27 · N28 · N31 · N33 · N34 · N36 · N37 · N41 · N42 · N43 · N44 · N47 · N49 · N51 · N52 · N57 · N58 · N59 · N61 · N61A · N65 · N66 · N67 · N70 · N77 · N79 · N80 · N82 · N83 · N85 · N86 · N87 · N88 · N89 · N90 · N94 · N98 · N100 · N102 · N104 · N105 · N106 · N109 · N112 · N113 · N116 · N118 · N118A · N118B · N122 · N123 · N124 · N125 · N126 · N129 · N134 · N135 · N136 · N137 · N138 · N141 · N142 · N145 · N147 · N149 · N150 · N151 · N154 · N157 · N158 · N159 · N162 · N164 · N165 · N166 · N171 · N174 · N175 · N176 · N182 · N184 · N186 · N186A · N186B · N188 · N191 · N192 · N201 · N202 · N205 · N209 · N216 · N221 · N224 · N225 · N227 · N230 · N237 · N244 · N248 · N249 · N250 · N254 · N265 · N274 · N282 · N296 · N301 · N303 · N306 · N314 · N315 · N316 · N320 · N324 · N330 · N337 · N338 · N346 · N353 · N356 · N363 · N385 · N388 · N401 · N406 · N410 · N416 · N425 · N431 · N440 · N441 · N444 · N446 · N449 · N481 · N486 · N488 · N489 · N520 · N524 · N532 · N537 · N542 · N543 · N568 · N569 · N572 · N580 · N814 · N844 · N1007 · N1012 · N1013 · N1014 · N1019 · N1021 · N1029 · N1031 · N1043 · N1050 · N1075 · N1083 · N1104 · N1113 · N1134 · N1135 · N1141 · N1154 · N1338 · N1547 · N1569 · N2028 · N2043 · N2057 · N2162 · N2249